# Ramulus lanceus
Ramulus lanceus är en insektsart som beskrevs av Liu, S.L. och Cai 1992. Ramulus lanceus ingår i släktet Ramulus och familjen Phasmatidae. Inga underarter finns listade i Catalogue of Life.